# Sandoz
Sandoz Group AG er en schweizisk medicinalkoncern. I oktober 2023 blev den spin-off fra Novartis, hvor det var en division fra 1996-2023. De har hovedkvarter i Basel.
Historien begyndte i 1886 da Alfred Kern (1850–1893) og Edouard Sandoz (1853–1928) i Basel etablerede Chemiefirma Kern und Sandoz. I begyndelsen producerede de farvestoffer og i 1895 begyndte de en produktion af medicin (antipyrin).